# Cethosia salwattensis
Cethosia salwattensis är en fjärilsart som beskrevs av Hans Fruhstorfer 1913. Cethosia salwattensis ingår i släktet Cethosia och familjen praktfjärilar. Inga underarter finns listade i Catalogue of Life.